# Groblad
Groblad eller gårdsgroblad (Plantago major) är en art i familjen grobladssläktet och ett vanligt ogräs i hela Sverige, på vägkanter och gångstigar. Den har haft vid spridning inom folkmedicinen som omslag (plåster) på sår.

## Beskrivning
Groblad har äggrunda blad, tydligt skaftade och långa, smala, bruna ax med gulbruna blommor.

## Utbredning och användning
Arten har stor utbredningsförmåga och med människorna har den spritt sig från Europa till andra världsdelar kring odlingar och nybyggen.
Dess egenskaper har ibland gett upphov till dess namn. I Nordamerika heter den "de vitas fotspår" efter dess spridningsätt där fröna sprids av ovetande vandrare och resenärer, och i Danmark och Skåne kallas den "vägbredd" efter vanliga växtplatser. Det svenska namnet "groblad" anses komma från folkmedicinens bruk att använda bladen som läkande på sår för att kunna "gro igen" dessa.
| ”                                       | Allmogen använder med framgång de friska bladen som sårläkningsmedel. | „ |
| – Carl von Linné, Svenska floran, 1755, |                                                                       |   |

Växten kallas i Närke av den anledningen groblacka. Äldre namn är läkeblad och läkeblecker.
Som föda kan man repa av de ännu gröna blommorna eller fröna och äta direkt, eller koka en gröt av dem. Av bladen kan man tillreda en rabarbersmakande dryck. Man har funnit frön från grobladssläktingen svartkämpar i magen på ett lik från järnåldern.

### Medicinsk användning
Inom folkmedicinen används groblad som omslag över sticksår främst på fötterna. Invärtes används växten främst vid förkylningar med slemmiga upphostningar. Den används även som ett munvatten för lindring av tandvärk vid karies. Vid getingstick eller myggstick kan lindring uppnås genom att man pressar saft från ett färskt groblad direkt på sticket. Ofta inträder en snar lindring av både smärta, klåda och svullnad.
Forskning visar att växtens innehåll av flavonoider, terpenoider, polysackarider, m.m. har en smärtlindrande och antiinflammatorisk verkan på hudskador samt antibakteriell verkan vid utvärtes behandling av mindre sår. Kliniska studier visar att växtens kramplösande verkan på luftrörens glatta muskulatur lindrar kronisk bronkit som kännetecknas av irriterande hosta och slembildning.